# 코파 델 레이 2016-17
코파 델 레이 2016-17(스페인어: Copa del Rey de Fútbol 2016-17)은 코파 델 레이의 113번째 시즌이다. 이 시즌은 2016년 8월 31일에 시작되어 2017년 5월 27일에 마드리드의 비센테 칼데론에서 열린 결승전으로 막을 내렸다.
직전 두 번의 대회를 우승한 바르셀로나는 결승전에서 알라베스를 3-1로 이기고 3년 연속이자 통산 29번째 우승을 거두었다.
우승 구단으로서, 바르셀로나는 유로파리그 조별 리그 진출권을 확보할 수 있었다. 그러나 이 대회 결승전에 오른 바르셀로나가 라 리가에서 2위를 차지해 챔피언스리그 진출권을 확보함에 따라 컵대회 우승 자격 진출권은 리그 차상위 성적을 낸 구단에게 주어졌다.
아래에 기재된 시각은 2016년 10월 30일부터 2017년 3월 25일까지는 CET (UTC+01:00)를 기준으로, 나머지 날짜는 CEST (UTC+02:00)를 기준으로 되어 있다.

## 일정과 형식
| 단계     | 추첨 날짜        | 경기 날짜        | 편성 쌍 수 | 구단 수 | 상세 정보 |
| -------- | ---------------- | ---------------- | ---------- | ------- | --- |
| 1라운드  | 2016년 7월 22일  | 2016년 8월 31일  | 18         | 83 → 65 | 합류: 3부 및 2부 B 리그 구단 합류 부전승: 세군다 디비시온 B 소속 6개 구단(알코야노, 아레나스 게초, 카르타헤나, 랴고스테라, 라싱 산탄데르, 그리고 투델라노)은 부전승으로 다음 라운드에 진출. 상대 시드: 구단들은 지역 조건에 따라 맞대결 성사. 지역 시드: 추첨에 따라 결정. 토너먼트전 형식: 단판 승부 코파 페데라시온 진출: 경기 패자는 코파 페데라시온 전국 라운드 참가. |
| 2라운드  | 2016년 7월 22일  | 2016년 9월 7일   | 22         | 65 → 43 | 합류: 2부 리그 구단 합류. 부전승: 2부 리그 구단 하나(코르도바)가 부전승으로 다음 라운드에 진출. 상대 시드: 2부 리그 구단들은 상호 맞대결. 지역 시드: 추첨에 따라 결정. 토너먼트전 형식: 단판 승부 |
| 3라운드  | 2016년 9월 9일   | 2016년 10월 12일 | 11         | 43 → 32 | 부전승: 이전에 부전승으로 진출한 적 없는 2부 B, 3부, 혹은 2부 리그 구단들 중 하나(우에스카)가 부전승으로 진출. 상대 시드: 2부 리그 구단들은 상호 맞대결. 지역 시드: 추첨에 따라 결정. 토너먼트전 형식: 단판 승부 |
| 32강전   | 2016년 10월 14일 | 2016년 11월 30일 | 16         | 32 → 16 | 합류: 1부 리그 구단 합류. 상대 시드: 유럽대항전에 참가하는 7개 구단은 남은 2부 B 및 3부 리그 구단 상대. 2부 리그 5개 구단은 1부 리그 구단 상대. 남은 8개 1부 리그 구단은 상호 맞대결. 지역 시드: 하위 리그 구단은 1차전을 안방에서 치름. 토너먼트전 형식: 1·2차전 |
| 32강전   | 2016년 10월 14일 | 2016년 12월 21일 | 16         | 32 → 16 | 합류: 1부 리그 구단 합류. 상대 시드: 유럽대항전에 참가하는 7개 구단은 남은 2부 B 및 3부 리그 구단 상대. 2부 리그 5개 구단은 1부 리그 구단 상대. 남은 8개 1부 리그 구단은 상호 맞대결. 지역 시드: 하위 리그 구단은 1차전을 안방에서 치름. 토너먼트전 형식: 1·2차전 |
| 16강전   | 2016년 12월 23일 | 2017년 1월 4일   | 8          | 16 → 8  | 상대 시드: 추첨에 따라 결정. 지역 시드: 하위 리그 구단은 1차전을 안방에서 치름. 토너먼트전 형식: 1·2차전 |
| 16강전   | 2016년 12월 23일 | 2017년 1월 11일  | 8          | 16 → 8  | 상대 시드: 추첨에 따라 결정. 지역 시드: 하위 리그 구단은 1차전을 안방에서 치름. 토너먼트전 형식: 1·2차전 |
| 8강전    | 2017년 1월 13일  | 2017년 1월 18일  | 4          | 8 → 4   | 상대 시드: 추첨에 따라 결정. 지역 시드: 추첨에 따라 결정. 토너먼트전 형식: 1·2차전 |
| 8강전    | 2017년 1월 13일  | 2017년 1월 25일  | 4          | 8 → 4   | 상대 시드: 추첨에 따라 결정. 지역 시드: 추첨에 따라 결정. 토너먼트전 형식: 1·2차전 |
| 준결승전 | 2017년 1월 27일  | 2017년 2월 1일   | 2          | 4 → 2   | 상대 시드: 추첨에 따라 결정. 지역 시드: 추첨에 따라 결정. 토너먼트전 형식: 1·2차전 |
| 준결승전 | 2017년 1월 27일  | 2017년 2월 8일   | 2          | 4 → 2   | 상대 시드: 추첨에 따라 결정. 지역 시드: 추첨에 따라 결정. 토너먼트전 형식: 1·2차전 |
| 결승전   | 2017년 1월 27일  | 2017년 5월 27일  | 1          | 2 → 1   | 스페인 왕립 축구 연맹이 선정한 중립 구장에서 단판 승부. 유로파리그 진출권: 우승 구단은 유로파리그 조별 리그 진출권 확보. |

참고
- 1·2차전 형식에서는 원정 다득점 원칙 적용, 단판 승부 경기에서는 미적용
- 동률로 끝난 경기는 연장전에 돌입. 이후에도 동률인 경우 승부차기로 다음 단계 진출 구단 결정

## 참가 구단
다음 구단들이 2016-17 시즌 코파 델 레이에 참가했다. 2군 구단들은 제외되었다.
| 라 리가 2015-16 시즌의 20개 구단 | 세군다 디비시온 2군을 제외한 2015-16 시즌의 21개 구단 | 세군다 디비시온 B 2군을 제외하고 각 4개 조의 상위 5개 구단 및 2군을 제외하고 2015-16 시즌에 가장 높은 승점을 쌓은 구단들 | 테르세라 디비시온 2군을 제외하고 2015-16 시즌에 각 18개 조에서 승점이 가장 높은 구단들 |
| - 아틀레틱 빌바오 - 아틀레티코 마드리드 - 바르셀로나 - 셀타 비고 - 데포르티보 - 에이바르 - 에스파뇰 - 헤타페 - 그라나다 - 라스 팔마스 - 레반테 - 말라가 - 라요 바예카노 - 베티스 - 레알 마드리드 - 레알 소시에다드 - 세비야 - 스포르팅 히혼 - 발렌시아 - 비야레알 | - 알라베스 - 알바세테 - 알코르콘 - 알메리아 - 코르도바 - 엘체 - 짐나스틱 - 지로나 - 우에스카 - 레가네스 - 랴고스테라 - 루고 - 마요르카 - 미란데스 - 누만시아 - 오사수나 - 오비에도 - 폰페라디나 - 테네리페 - 바야돌리드 - 사라고사 | - 알코야노 - 아모레비에타 - 아레나스 게초 - 바라칼도 - 부르고스 - 카디스 - 카르타헤나 - 코르네야 - 쿨투랄 레오네사 - 구이후엘로 - 에르쿨레스 - 례이다 에스포르티우 - 로르카 - 무르시아 - 라싱 페롤 - 라싱 산탄데르 - 레알 우니온 - 레우스 - 세스타오 - 소쿠에야모스 - 톨레도 - 투델라노 - UCAM 무르시아 - 로그로녜스 | - 안도라 - 아틀레티코 시르보네로 - 아틀레티코 만차 레알 - 아틀레티코 사군티노 - 아틀레티코 산루케뇨 - 보이로 - 칼라오라 - 카우달 - 콩켄세 - 엑스트레마두라 - 포르멘테라 - 라레도 - 로르카 데포르티바 - 프라트 - 산 세바스티안 데 로스 레예스 - 비야 데 산타 브리히다 - 사모라 - 사무디오 |

## 1라운드
1라운드와 2라운드 추첨식은 2016년 7월 22일 13:00(CEST)에 마드리드 라스 로사스의 축구 도시 RFEF 본부에서 진행되었다. 1라운드에는 세군다 디비시온 B의 33개 구단들과 테르세라 디비시온 리그의 9개 구단들이 참가했다. 추첨함에서 먼저 나온 세군다 디비시온 B의 6개 구단들이 부전승으로 다음 라운드에 진출했고, 나머지 세군다 디비시온 B 구단들과 테르세라 디비시온 구단들이 지역 조건에 따라 다음과 같이 조가 나뉘었다:
| 1포트 1조 | 2포트 2조 | 3포트 3조 | 4포트 4조 |
| --- | --- | --- | --- |
| 세군다 디비시온 B: 보이로 부르고스 카우달 쿨투랄 레오네사 구이후엘로 폰페라디나 라싱 페롤 라싱 산탄데르 투델라노 테르세라 디비시온: 아틀레티코 시르보네로 라레도 사모라 | 세군다 디비시온 B: 알바세테 아모레비에타 아레나스 게초 바라칼도 레알 우니온 산 세바스티안 데 로스 레예스 세스타오 소쿠에야모스 톨레도 로그로녜스 사무디오 테르세라 디비시온: 칼라오라 콩켄세 비야 데 산타 브리히다 | 세군다 디비시온 B: 알코야노 아틀레티코 사군티노 코르네야 에르쿨레스 랴고스테라 례이다 에스포르티우 프라트 테르세라 디비시온: 안도라 포르멘테라 | 세군다 디비시온 B: 아틀레티코 만차 레알 아틀레티코 산루케뇨 카르타헤나 엑스트레마두라 로르카 무르시아 테르세라 디비시온: 로르카 데포르티바 |

- 알코야노, 아레나스 게초, 카르타헤나, 랴고스테라, 라싱 산탄데르, 그리고 투델라노는 부전승으로 다음 라운드에 진출했다.

### 경기
| 2016년 8월 31일 | 카우달              | 2–1    | 부르고스 | 미에레스                                                     |  |  |
| 18:00           | 로니 69′ · 케로 90′ | 리포트 | 쿠시 11′ | 경기장: 에르마노스 안투냐 관중 수: 550 심판: 가르시아 마르틴 |  |  |
|                 |                     |        |          |                                                              |  |  |

| 2016년 8월 31일 | 안도라 | 0–5    | 에르쿨레스                                               | 안도라                                                                |  |  |
| 18:00           |        | 리포트 | 마인스 28′, 66′ · 가스파르 70′ · 후안마 87′ · 니에토 90′ | 경기장: 후안 안토니오 엔데이사 관중 수: 250 심판: 갈레크 아페스테기아 |  |  |
|                 |        |        |                                                          |                                                                       |  |  |

| 2016년 8월 31일                                                        | 아틀레티코 시르보네로 | 0–0 (연) (6–5 승부차기)                                                          | 폰페라디나 | 신트루에니고                                               |  |  |
| 19:00                                                                  |                       | 리포트                                                                           |            | 경기장: 산 후안 관중 수: 850 심판: 사에스 데 아다나 오리베 |  |  |
|                                                                        |                       | 승부차기                                                                         |            |                                                            |  |  |
| 알바레스 · 비아몬테 · 곤살레스 · 알라예토 · 우알데 · 마르티네스 · 이시 |                       | 푸스테르 · 시돈차 · 라이코 · 메누도 · 호나탄 루이스 · 파스트라나 · 시스코 캄포스 |            |                                                            |  |  |
|                                                                        |                       |                                                                                  |            |                                                            |  |  |

| 2016년 8월 31일 | 보이로    | 1–3 (연) | 구이후엘로                        | 보이로                                                     |  |  |
| 20:00           | 곤살로 3′ | 리포트   | 피노 8′ · 비달 105′ · 디마스 120′ | 경기장: 바라냐 관중 수: 1,000 심판: 하이메 루이스 알바레스 |  |  |
|                 |           |          |                                   |                                                            |  |  |

| 2016년 8월 31일 | 세스타오                                                     | 4–2    | 비야 데 산타 브리히다 | 세스타오                                                           |  |  |
| 20:00           | 로드리 56′ · 혼 가르시아 75′ · 산타마리아 88′ · 엘게사발 89′ | 리포트 | 트루히요 9′, 54′      | 경기장: 라스 야나스 관중 수: 1,000 심판: 호세 안토니오 로페스 토카 |  |  |
|                 |                                                              |        |                       |                                                                    |  |  |

| 2016년 8월 31일 | 아모레비에타                           | 2–1 (연) | 소쿠에야모스      | 아모레비에타-에차노                                  |  |  |
| 20:00           | 올라오르투아 57′ · 다니 에르난데스 97′ | 리포트   | 디에고 산체스 16′ | 경기장: 우리체 관중 수: 600 심판: 세르히오 우손 로셀 |  |  |
|                 |                                        |          |                   |                                                      |  |  |

| 2016년 8월 31일                                 | 아틀레티코 사군티노 | 1–1 (연) (3–4 승부차기)                         | 포르멘테라        | 사군토                                                             |  |  |
| 20:00                                           | 다비드 파스 72′     | 리포트                                          | 후안 안토니오 11′ | 경기장: 모르베드레 관중 수: 1,000 심판: 알베르트 아발로스 마르토스 |  |  |
|                                                 |                     | 승부차기                                        |                   |                                                                    |  |  |
| 로이스 · 다비드 파스 · 피베 · 가메스 · 페레레스 |                     | 리냔 · 달리오스 · 가브리 · Lolo · 후안 안토니오 |                   |                                                                    |  |  |
|                                                 |                     |                                                 |                   |                                                                    |  |  |

| 2016년 8월 31일 | 라레도                | 2–3 (연) | 쿨투랄 레오네사                              | 라레도                                                            |  |  |
| 20:30           | 루이스 47′ · 비나 75′ | 리포트   | 모레노 17′ · 가야르 80′ · 앙헬 바스토스 103′ | 경기장: 산 로렌소 관중 수: 600 심판: 카를로스 알바레스 페른나데스 |  |  |
|                 |                       |          |                                              |                                                                   |  |  |

| 2016년 8월 31일 | 바라칼도                             | 4–0    | 사무디오 | 바라칼도                                                 |  |  |
| 20:30           | 비토리아 7′, 88′ · 유레바소 27′, 35′ | 리포트 |          | 경기장: 라세사레 관중 수: 1,000 심판: 세사르 디에스 카노 |  |  |
|                 |                                      |        |          |                                                          |  |  |

| 2016년 8월 31일                                | 칼라오라 | 0–0 (연) (3–1 승부차기)                | 로그로녜스 | 칼라오라                                                    |  |  |
| 20:30                                          |          | 리포트                                 |            | 경기장: 라 플라니야 관중 수: 700 심판: 다비드 레시오 모레노 |  |  |
|                                                |          | 승부차기                               |            |                                                             |  |  |
| 델 푸엔테 · 사트루스테기 · 크리스티안 · 톨레도 |          | 아드리안 레온 · 에스피나 · 멘디 · 체비 |            |                                                             |  |  |
|                                                |          |                                        |            |                                                             |  |  |

| 2016년 8월 31일 | 례이다 에스포르티우 | 1–0    | 프라트 | 몰례루사                                     |  |  |
| 20:30           | 모레노 60′          | 리포트 |        | 경기장: 시립 경기장 심판: 다니엘 유스테 케롤 |  |  |
|                 |                     |        |        |                                              |  |  |

| 2016년 8월 31일 | 로르카 데포르티바 | 1–2 (연) | 로르카         | 로르카                                                        |  |  |
| 20:45           | 몸프레빌 90′      | 리포트   | 오누 89′, 104′ | 경기장: 문디알 82 관중 수: 1,000 심판: 안토니오 아르타초 코보 |  |  |
|                 |                   |          |                |                                                               |  |  |

| 2016년 8월 31일 | 코르네야                        | 2–1 (연) | 산 세바스티안 데 로스 레예스 | 코르네야 데 료브레가트                                |  |  |
| 20:45           | 엔리크 78′ · 보르하 로페스 120′ | 리포트   | 루벤 네그레도 89′            | 경기장: 캄 노우 관중 수: 500 심판: 빅토르 리베스 레알 |  |  |
|                 |                                 |          |                              |                                                       |  |  |

| 2016년 8월 31일 | 라싱 페롤                                   | 3–2    | 사모라                    | 페롤                                                                  |  |  |
| 21:00           | 세르히오 마르틴 22′ · 나누 68′ · 델가도 76′ | 리포트 | 카라멜로 25′ · 이냐키 79′ | 경기장: 아 말라타 관중 수: 1,000 심판: 에두아르도 로드리게스 가르시아 |  |  |
|                 |                                             |        |                           |                                                                       |  |  |

| 2016년 8월 31일 | 알바세테                  | 2–1    | 레알 우니온  | 알바세테                                                          |  |  |
| 21:00           | 아리다네 13′ · 아구요 22′ | 리포트 | 우르키수 87′ | 경기장: 카를로스 벨몬테 관중 수: 2,000 심판: 라파엘 산체스 로페스 |  |  |
|                 |                           |        |              |                                                                   |  |  |

| 2016년 8월 31일 | 엑스트레마두라                                                                | 5–0    | 아틀레티코 만차 레알 | 알멘드랄레호                                                            |  |  |
| 21:00           | 하비 페레스 17′ · 윌리 36′ · 디에고 디아스 77′ · 아구도 87′ · 호세 마누엘 89′ | 리포트 |                      | 경기장: 프란시스코 데 라 에라 관중 수: 1,500 심판: 루벤 루이페레스 마린 |  |  |
|                 |                                                                               |        |                      |                                                                         |  |  |

| 2016년 8월 31일 | 톨레도              | 2–0    | 콩켄세 | 톨레도                                          |  |  |
| 21:30           | 오우수 90+5′, 90+7′ | 리포트 |        | 경기장: 살토 델 카바요 심판: 알폰소 비센테 모랄 |  |  |
|                 |                     |        |        |                                                 |  |  |

| 2016년 8월 31일 | 아틀레티코 산루케뇨 | 1–0    | 무르시아 | 산루카르 데 바라메다                                                     |  |  |
| 21:30           | 호세 76′            | 리포트 |          | 경기장: 엘 팔마르 관중 수: 2,000 심판: 프란시스코 호세 에르난데스 마에소 |  |  |
|                 |                     |        |          |                                                                          |  |  |

## 2라운드
2라운드에는 세군다 디비시온 구단들이 합류해 상호 맞대결을 벌였고, 세군다 디비시온 B와 테르세라 디비시온 소속 구단들은 세군다 디비시온 소속 구단들과 따로 경기를 벌였다. 코르도바는 부전승으로 3라운드에 진출했다.

### 경기
| 2016년 9월 6일                                       | 미란데스                  | 2–2 (연) (3–4 승부차기)         | 엘체                    | 미란다 데 에브로                                          |  |  |
| 19:00                                                | 상가이 25′ · 과로체나 58′ | 리포트                          | 기예르모 17′ · 니노 76′ | 경기장: 안두바 관중 수: 2,727 심판: 프리에토 이글레시아스 |  |  |
|                                                      |                           | 승부차기                        |                         |                                                           |  |  |
| 에과라스 · 과로체나 · 아우르테네체 · 메사 · 살리나스 |                           | 프라일레 · 니노 · 핀토 · 펠라요 |                         |                                                           |  |  |
|                                                      |                           |                                 |                         |                                                           |  |  |

| 2016년 9월 6일 | 루고         | 1–2    | 테네리페                           | 루고                                                   |  |  |
| 20:00          | 이리오메 22′ | 리포트 | 헤르만 39′ · 크리스토 곤살레스 60′ | 경기장: 앙초 카로 관중 수: 2,500 심판: 아레세스 프랑코 |  |  |
|                |              |        |                                    |                                                        |  |  |

| 2016년 9월 6일 | 알메리아 | 0–2    | 라요 바예카노   | 알메리아                                                                   |  |  |
| 22:00          |          | 리포트 | 아기레 62′, 90′ | 경기장: 후에고스 메디테라네오스 관중 수: 5,397 심판: 아르세디아노 모네시요 |  |  |
|                |          |        |                 |                                                                            |  |  |

| 2016년 9월 7일 | 알바세테                                       | 2–0    | 아레나스 게초 | 알바세테                                                     |  |  |
| 17:00          | 아케체 48′ (페널티) · 이본 디에스 85′ (자책골) | 리포트 |               | 경기장: 카를로스 벨몬테 관중 수: 1,314 심판: 캄포스 살리나스 |  |  |
|                |                                                |        |               |                                                              |  |  |

| 2016년 9월 7일 | 투델라노                 | 1–0    | 아틀레티코 산루케뇨 | 투델라                                                        |  |  |
| 17:00          | 이온 벨레스 82′ (페널티) | 리포트 |                     | 경기장: 투델라 시립 경기장 관중 수: 450 심판: 에레로 아레나스 |  |  |
|                |                          |        |                     |                                                               |  |  |

| 2016년 9월 7일 | 카우달              | 1–0    | 례이다 에스포르티우 | 미에레스                                                 |  |  |
| 17:45          | 다비드 곤살레스 27′ | 리포트 |                     | 경기장: 에르마노스 안투냐 관중 수: 600 심판: 로페스 파라 |  |  |
|                |                     |        |                     |                                                          |  |  |

| 2016년 9월 7일 | 짐나스틱           | 1–0 (연) | 누만시아 | 타라고나                                                   |  |  |
| 19:00          | 호세 카를로스 100′ | 리포트   |          | 경기장: 노우 에스타디 관중 수: 3,787 심판: 사게스 오스코스 |  |  |
|                |                    |          |          |                                                            |  |  |

| 2016년 9월 7일 | 포르멘테라                   | 2–2 (연) (10–9 승부차기) | 로르카                  | 산트 프란세스크 차비에르                                      |  |  |
| 19:30 | 후안 안토니오 67′ · 롤로 73′ | 리포트 | 알비수아 20′ · 미켈 44′ | 경기장: 시립 경기장 관중 수: 400 심판: 몬테스 가르시아-나바스 |  |  |
| |                              | 승부차기 |                         |                                                               |  |  |
| 키코 · 하비 로사 · 고쿠 · 롤로 · 후안 안토니오 · 라라 · 가브리 · 피냐 · 오헤다 · 마르코스 · 롤로 · 하비 로사 · 라라 |                              | 춤비 · 미켈 · 하비 로페스 · 보르하 가르시아 · C. 마르티네스 · 보르하 마르티네스 · A. 로페스 · 피나 · 메넨데스 · 도론소로 · 춤비 · 보르하 가르시아 · 미켈 |                         |                                                               |  |  |
| |                              | |                         |                                                               |  |  |

| 2016년 9월 7일                          | 카디스   | 1–1 (연) (3–2 승부차기)                          | 레반테     | 카디스                                                       |  |  |
| 20:00                                   | 귀사 42′ | 리포트                                           | 로헤르 71′ | 경기장: 라몬 데 카란사 관중 수: 12,389 심판: 알베롤라 로하스 |  |  |
|                                         |          | 승부차기                                         |            |                                                              |  |  |
| 크루스 · 가르시아 · 산타마리아 · 올리반 |          | 에스피노사 · 베르사 · 몬타녜스 · 로헤르 · 캄파냐 |            |                                                              |  |  |
|                                         |          |                                                  |            |                                                              |  |  |

| 2016년 9월 7일 | 구이후엘로 | 1–0    | 세스타오 | 구이후엘로                                         |  |  |
| 20:15          | 라울 22′   | 리포트 |          | 경기장: 시립 경기장 관중 수: 600 심판: 산체스 라소 |  |  |
|                |            |        |          |                                                    |  |  |

| 2016년 9월 7일 | 라싱 산탄데르           | 2–1    | 랴고스테라 | 산탄데르                                             |  |  |
| 20:30          | 킨타나 30′ · 에베르 50′ | 리포트 | 카노 55′   | 경기장: 엘 사르디네로 관중 수: 5,456 심판: 로만 로만 |  |  |
|                |                         |        |            |                                                      |  |  |

| 2016년 9월 7일                                    | 라싱 페롤 | 0–0 (연) (4–5 승부차기)                                     | 아틀레티코 시르보네로 | 페롤                                                   |  |  |
| 20:30                                             |           | 리포트                                                      |                       | 경기장: 아 말라타 관중 수: 1,200 심판: 알론소 프렌데스 |  |  |
|                                                   |           | 승부차기                                                    |                       |                                                        |  |  |
| 반데라 · Martín · 비초 · 크루스 · 호셀루 · 펠리프 |           | 알바레스 · 로드리고 · 곤살레스 · 우알데 · 이시 · 셀리우에타 |                       |                                                        |  |  |
|                                                   |           |                                                             |                       |                                                        |  |  |

| 2016년 9월 7일 | 쿨투랄 레오네사                             | 3–1    | 칼라오라       | 레온                                                          |  |  |
| 20:30          | 콜리나스 10′ · I. 곤살레스 29′ · 모레노 90′ | 리포트 | 페르난데스 31′ | 경기장: 레이노 데 레온 관중 수: 1,613 심판: 에스파산딘 코레스 |  |  |
|                |                                             |        |                |                                                               |  |  |

| 2016년 9월 7일                                     | 바라칼도                         | 3–3 (연) (2–3 승부차기)                  | 아모레비에타                     | 바라칼도                                      |  |  |
| 20:30                                              | 비토리아 15′, 60′ · 유레바소 23′ | 리포트                                   | 곤살레스 52′ · 오비에타 54′, 89′ | 경기장: 라세사레 관중 수: 700 심판: 레오 오요 |  |  |
|                                                    |                                  | 승부차기                                 |                                  |                                               |  |  |
| 페레스 · 세라헤리아 · 에체바리아 · 다비드 · 캉델라 |                                  | 카스트로 · 고니 · 곤살레스 · 디엥 · 알렉 |                                  |                                               |  |  |
|                                                    |                                  |                                          |                                  |                                               |  |  |

| 2016년 9월 7일 | 톨레도                                | 4–0    | 알코야노 | 톨레도                                                      |  |  |
| 20:30          | 곤살레스 50′, 78′ · 로베르토 62′, 84′ | 리포트 |          | 경기장: 살토 델 카바요 관중 수: 1,600 심판: 산토스 파르가냐 |  |  |
|                |                                       |        |          |                                                             |  |  |

| 2016년 9월 7일 | 코르네야                                 | 3–1 (연) | 엑스트레마두라 | 코르네야 데 료브레가트                               |  |  |
| 20:45          | 시에라 73′ · 가예고 104′ · 가르시아 118′ | 리포트   | 윌리 22′       | 경기장: 시립 경기장 관중 수: 600 심판: 이반 곤살레스 |  |  |
|                |                                          |          |                |                                                      |  |  |

| 2016년 9월 7일                                               | 카르타헤나   | 1–1 (연) (5–6 승부차기)                                    | 에르쿨레스   | 카르타헤나                                                 |  |  |
| 21:30                                                        | 아르투로 87′ | 리포트                                                     | 살리나스 55′ | 경기장: 카르타고노바 관중 수: 7,600 심판: 몬테로 데 레르마 |  |  |
|                                                              |              | 승부차기                                                   |              |                                                            |  |  |
| 마르틴 · 후안루 · 페르난도 · 아르투로 · 리코 · 베르두 · 미첼 |              | 체추 · 페르난도 · 미냐노 · 가스파르 · 마인스 · 폴 · 달마우 |              |                                                            |  |  |
|                                                              |              |                                                            |              |                                                            |  |  |

| 2016년 9월 7일 | 사라고사 | 1–2    | 바야돌리드                   | 사라고사                                                  |  |  |
| 22:00          | 포파 69′ | 리포트 | 미첼 5′ · 라울 데 토마스 33′ | 경기장: 라 로마레다 관중 수: 10,525 심판: 아리아스 로페스 |  |  |
|                |          |        |                              |                                                           |  |  |

| 2016년 9월 7일 | 마요르카   | 1–0 (연) | 레우스 | 팔마 데 마요르카                                                 |  |  |
| 22:00          | 브란돈 93′ | 리포트   |        | 경기장: 이베로스타르 에스타디 관중 수: 4,790 심판: 풀리도 산타나 |  |  |
|                |            |          |        |                                                                  |  |  |

| 2016년 9월 8일 | 우에스카            | 1–0    | 지로나 | 우에스카                                               |  |  |
| 19:00          | 다비드 페레이로 86′ | 리포트 |        | 경기장: 엘 알코라스 관중 수: 2,012 심판: 아이스 레이그 |  |  |
|                |                     |        |        |                                                        |  |  |

| 2016년 9월 8일 | UCAM 무르시아                          | 4–3 (연) | 오비에도                       | 무르시아                                                            |  |  |
| 20:00          | 노노 26′ · 후안데 33′ · 티토 63′, 110′ | 리포트   | 리나레스 23′ · 미추 82′, 90+3′ | 경기장: 라 콘도미나 관중 수: 2,964 심판: 기예르모 콰드라 페르난데스 |  |  |
|                |                                        |          |                                |                                                                     |  |  |

| 2016년 9월 8일 | 알코르콘        | 1–0    | 헤타페 | 알코르콘                                               |  |  |
| 22:00          | 이반 알레호 18′ | 리포트 |        | 경기장: 산토 도밍고 관중 수: 1,947 심판: 발데스 아예르 |  |  |
|                |                 |        |        |                                                        |  |  |

## 3라운드
3라운드도 2라운드와 유사한 방식으로 진행되었다. 우에스카는 부전승으로 32강전에 진출했다.

### 경기
| 2016년 10월 11일 | 엘체 (2) | 0–1    | 알코르콘 (2)          | 엘체                                                             |  |  |
| 21:00            |          | 리포트 | 루이스 페르난데스 75′ | 경기장: 마르티네스 발레로 관중 수: 5,470 심판: 피게로아 바스케스 |  |  |
|                  |          |        |                       |                                                                  |  |  |

| 2016년 10월 12일                                              | 투델라노 (3) | 0–0 (연) (3–4 승부차기)                        | 포르멘테라 (4) | 투델라                                                          |  |  |
| 12:00                                                         |              | 리포트                                         |                | 경기장: 투델라 시립 경기장 관중 수: 1,500 심판: 바이헤스 도네스 |  |  |
|                                                               |              | 승부차기                                       |                |                                                                 |  |  |
| 라사로 · 오스카르 베가 · 이니고 로스 · 하비 카베사스 · 이냐키 |              | 리냔 · 하비 로사 · 라라 · 롤로 · 후안 안토니오 |                |                                                                 |  |  |
|                                                               |              |                                                |                |                                                                 |  |  |

| 2016년 10월 12일 | 마요르카 (2) | 1–2    | UCAM 무르시아 (2)             | 팔마 데 마요르카                                                   |  |  |
| 12:00            | 살로망 56′   | 리포트 | 후안마 5′ · 헤수스 이마스 70′ | 경기장: 이베로스타르 에스타디 관중 수: 5,651 심판: 메디에 히메네스 |  |  |
|                  |              |        |                               |                                                                    |  |  |

| 2016년 10월 12일 | 아틀레티코 시르보네로 (4) | 1–2 (연) | 구이후엘로 (3)                | 신트루에니고                                           |  |  |
| 17:00            | 곤살레스 109′             | 리포트   | 카르모나 111′ · 아스파스 120′ | 경기장: 산 후안 관중 수: 1,500 심판: 레솔라 에체베리아 |  |  |
|                  |                           |          |                               |                                                        |  |  |

| 2016년 10월 12일                                                     | 라요 바예카노 (2) | 1–1 (연) (4–5 승부차기)                                      | 짐나스틱 (2) | 마드리드                                            |  |  |
| 17:00                                                                | 마누슈 51′        | 리포트                                                       | 말로쿠 24′   | 경기장: 바예카스 관중 수: 5,282 심판: 에이리스 마타 |  |  |
|                                                                      |                   | 승부차기                                                     |              |                                                     |  |  |
| 트라쇼라스 · 제 카스트루 · 나초 · 미쿠 · 마누슈 · 프란 벨트란 · 키니 |                   | 마댕다 · 카카바제 · 로페스 · 에마나 · 모하 · 스즈키 · 몰리나 |              |                                                     |  |  |
|                                                                      |                   |                                                              |              |                                                     |  |  |

| 2016년 10월 12일 | 라싱 산탄데르 (3)              | 2–0    | 아모레비에타 (3) | 산탄데르                                                       |  |  |
| 18:00            | 아키노 21′ · 세사르 디아스 90′ | 리포트 |                  | 경기장: 엘 사르디네로 관중 수: 9,719 심판: 카르바할레스 고메스 |  |  |
|                  |                                |        |                  |                                                                |  |  |

| 2016년 10월 12일 | 쿨투랄 레오네사 (3)               | 2–1 (연) | 알바세테 (3) | 레온                                                                   |  |  |
| 18:00            | 마리오 오르티스 76′ · 가야르 103′ | 리포트   | 아케체 72′   | 경기장: 레이노 데 레온 관중 수: 3,616 심판: J. 이글레시아스 비야누에바 |  |  |
|                  |                                   |          |              |                                                                        |  |  |

| 2016년 10월 12일 | 에르쿨레스 (3)                   | 2–1    | 코르네야 (3) | 알리칸테                                                    |  |  |
| 18:00            | 체추 76′ · 가스파르 59′ (페널티) | 리포트 | 엔리크 80′   | 경기장: 호세 리코 페레스 관중 수: 6,000 심판: 바론 아세이톤 |  |  |
|                  |                                  |        |              |                                                             |  |  |

| 2016년 10월 12일 | 톨레도 (3)                                                   | 4–1    | 카우달 (3)   | 톨레도                                                      |  |  |
| 19:00            | 그르보비치 44′ · 토니 69′ · 롤로 76′ (페널티) · 곤살레스 90′ | 리포트 | 알바레스 45′ | 경기장: 살토 델 카바요 관중 수: 2,500 심판: 무뇨스 피에드라 |  |  |
|                  |                                                              |        |              |                                                             |  |  |

| 2016년 10월 12일 | 카디스 (2)   | 1–2    | 코르도바 (2)              | 카디스                                                           |  |  |
| 19:00            | 가르시아 35′ | 리포트 | 훌리 28′ · 피오바카리 40′ | 경기장: 라몬 데 카란사 관중 수: 10,966 심판: 데 라 푸엔테 라모스 |  |  |
|                  |              |        |                           |                                                                  |  |  |

| 2016년 10월 12일 | 바야돌리드 (2)                     | 3–1 (연) | 테네리페 (2) | 바야돌리드                                             |  |  |
| 21:00            | 드라지치 79′, 120′ · 데 토마스 98′ | 리포트   | 아마트 84′   | 경기장: 호세 소리야 관중 수: 4,210 심판: 페레스 몬테로 |  |  |
|                  |                                    |          |              |                                                        |  |  |

## 본선

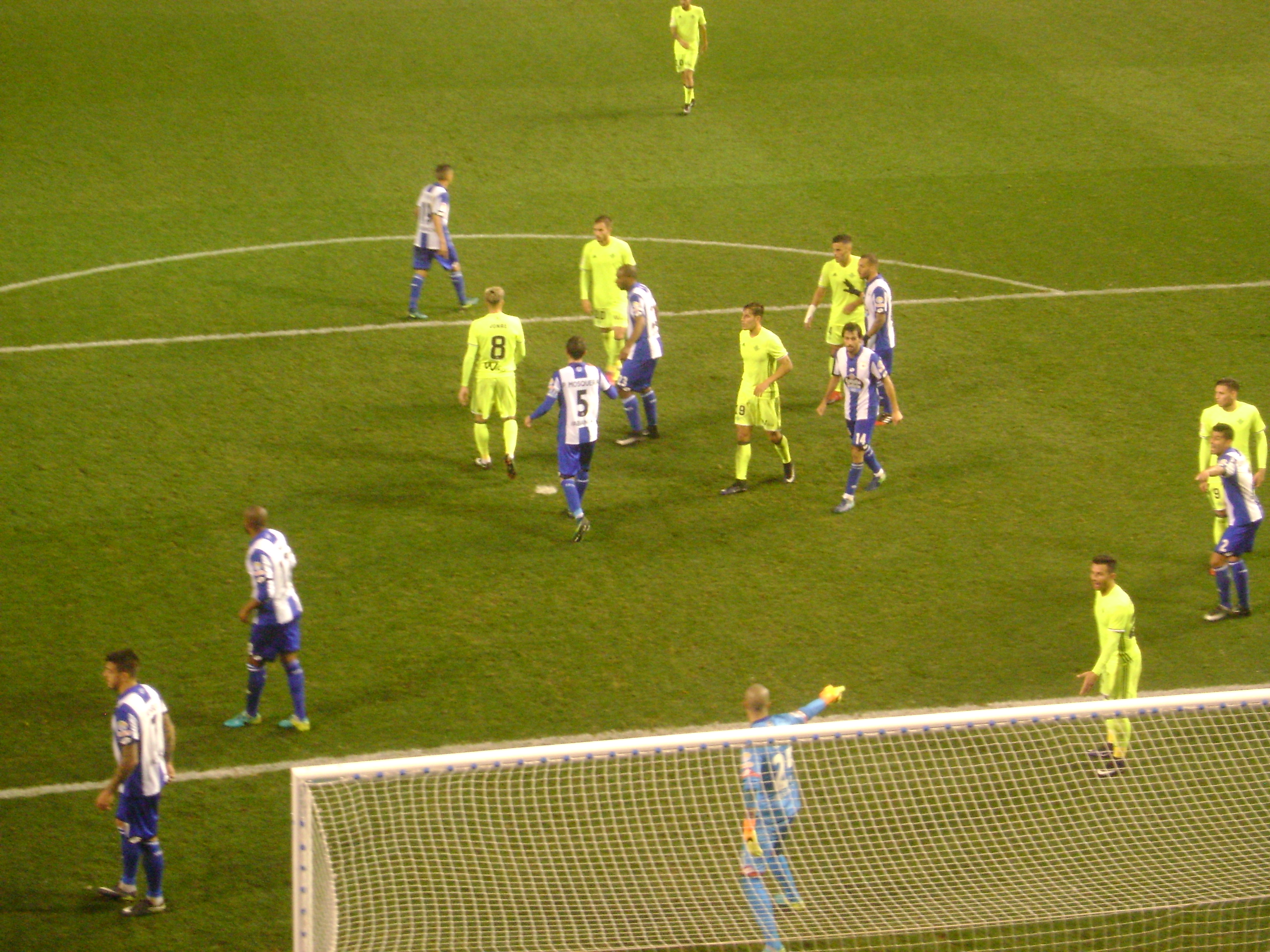
데포르티보와 베티스 간의 32강전 경기.

32강전 추첨은 2016년 10월 14일, 축구 도시에서 진행되었다. 본선에는 모든 라 리가 구단들이 대회에 합류했다.
32강전 대진표는 다음과 같이 짜였다: 남은 세군다 디비시온 B와 테르세라 디비시온의 6개 구단들은 라 리가 구단들과 편성되었고, 세군다 디비시온의 남은 6개 구단들은 유럽대항전에 참가하지 않는 라 리가 5개 구단들과 2포트에 1포트 구단과 추첨되지 않고 남은 유로파 리그 참가 구단 1개와 짝지어졌다. 남은 라 리가 8개 구단들은 상호 맞대결을 펼쳤다. 다른 리그 단계에 소속된 구단들 간의 맞대결이 펼쳐지는 경우, 하부 리그에 속한 구단이 1차전 경기를 안방에서 치렀다. 이 규정은 16강전에도 적용되었지만, 8강전과 준결승전에서는 적용되지 않고 추첨함에서 나온 순서대로 안방 경기를 치렀다.
| 1포트 세군다 디비시온 B 및 테르세라 디비시온                          | 2포트 유럽대항전 | 3포트 세군다 디비시온                                        | 4포트 나머지 라 리가 구단 |
| --------------------------------------------------------------------- | --- | ------------------------------------------------------------ | --- |
| 쿨투랄 레오네사 포르멘테라 구이후엘로 에르쿨레스 라싱 산탄데르 톨레도 | 챔피언스리그: 아틀레티코 마드리드 바르셀로나 (전 시즌 우승) 레알 마드리드 세비야 비야레알 0 유로파리그: 아틀레틱 빌바오 셀타 비고 | 알코르콘 코르도바 짐나스틱 우에스카 UCAM 무르시아 바야돌리드 | 알라베스 데포르티보 에이바르 에스파뇰 그라나다 라스 팔마스 레가네스 말라가 오사수나 베티스 레알 소시에다드 스포르팅 히혼 발렌시아 |

### 32강 대진표
| 32강전              | 32강전 | 32강전 | 32강전 |  |                     | 16강전          | 16강전 | 16강전 | 16강전 |  |  | 8강전               | 8강전 | 8강전 | 8강전 |  |  | 준결승전            | 준결승전 | 준결승전 | 준결승전 |  |  | 결승전     | 결승전 |
|                     |        |        |        |  |                     |                 |        |        |        |  |  |                     |       |       |       |  |  |                     |          |          |          |  |  |            |        |
| 우에스카            | 2      | 1      | 3      |  |                     |                 |        |        |        |  |  |                     |       |       |       |  |  |                     |          |          |          |  |  |            |        |
| 라스 팔마스         | 2      | 5      | 7      |  |                     | 라스 팔마스     | 0      | 3      | 3      |  |  |                     |       |       |       |  |  |                     |          |          |          |  |  |            |        |
| 구이후엘로          | 0      | 1      | 1      |  | 아틀레티코 마드리드 | 2               | 2      | 4      |        |  |  |                     |       |       |       |  |  |                     |          |          |          |  |  |            |        |
| 아틀레티코 마드리드 | 6      | 4      | 10     |  |                     |                 |        |        |        |  |  | 아틀레티코 마드리드 | 3     | 2     | 5     |  |  |                     |          |          |          |  |  |            |        |
| 그라나다            | 1      | 0      | 1      |  |                     |                 |        |        |        |  |  | 에이바르            | 0     | 2     | 2     |  |  |                     |          |          |          |  |  |            |        |
| 오사수나            | 0      | 2      | 2      |  |                     | 오사수나        | 0      | 0      | 0      |  |  |                     |       |       |       |  |  |                     |          |          |          |  |  |            |        |
| 스포르팅 히혼       | 1      | 1      | 2      |  | 에이바르            | 3               | 0      | 3      |        |  |  |                     |       |       |       |  |  |                     |          |          |          |  |  |            |        |
| 에이바르            | 2      | 3      | 5      |  |                     |                 |        |        |        |  |  |                     |       |       |       |  |  | 아틀레티코 마드리드 | 1        | 1        | 2        |  |  |            |        |
| 바야돌리드          | 1      | 1      | 2      |  |                     |                 |        |        |        |  |  |                     |       |       |       |  |  | 바르셀로나          | 2        | 1        | 3        |  |  |            |        |
| 레알 소시에다드     | 3      | 1      | 4      |  |                     | 레알 소시에다드 | 3      | 1      | 4      |  |  |                     |       |       |       |  |  |                     |          |          |          |  |  |            |        |
| 톨레도              | 0      | 1      | 1      |  | 비야레알            | 1               | 1      | 2      |        |  |  |                     |       |       |       |  |  |                     |          |          |          |  |  |            |        |
| 비야레알            | 3      | 1      | 4      |  |                     |                 |        |        |        |  |  | 레알 소시에다드     | 0     | 2     | 2     |  |  |                     |          |          |          |  |  |            |        |
| 라싱 산탄데르       | 1      | 0      | 1      |  |                     |                 |        |        |        |  |  | 바르셀로나          | 1     | 5     | 6     |  |  |                     |          |          |          |  |  |            |        |
| 아틀레틱 빌바오     | 2      | 3      | 5      |  |                     | 아틀레틱 빌바오 | 2      | 1      | 3      |  |  |                     |       |       |       |  |  |                     |          |          |          |  |  |            |        |
| 에르쿨레스          | 1      | 0      | 1      |  | 바르셀로나          | 1               | 3      | 4      |        |  |  |                     |       |       |       |  |  |                     |          |          |          |  |  |            |        |
| 바르셀로나          | 1      | 7      | 8      |  |                     |                 |        |        |        |  |  |                     |       |       |       |  |  |                     |          |          |          |  |  | 바르셀로나 | 3      |
| 쿨투랄 레오네사     | 1      | 1      | 2      |  |                     |                 |        |        |        |  |  |                     |       |       |       |  |  |                     |          |          |          |  |  | 알라베스   | 1      |
| 레알 마드리드       | 7      | 6      | 13     |  |                     | 레알 마드리드   | 3      | 3      | 6      |  |  |                     |       |       |       |  |  |                     |          |          |          |  |  |            |        |
| 포르멘테라          | 1      | 1      | 2      |  | 세비야              | 0               | 3      | 3      |        |  |  |                     |       |       |       |  |  |                     |          |          |          |  |  |            |        |
| 세비야              | 5      | 9      | 14     |  |                     |                 |        |        |        |  |  | 레알 마드리드       | 1     | 2     | 3     |  |  |                     |          |          |          |  |  |            |        |
| 레가네스            | 1      | 1      | 2      |  |                     |                 |        |        |        |  |  | 셀타 비고           | 2     | 2     | 4     |  |  |                     |          |          |          |  |  |            |        |
| 발렌시아            | 3      | 2      | 5      |  |                     | 발렌시아        | 1      | 1      | 2      |  |  |                     |       |       |       |  |  |                     |          |          |          |  |  |            |        |
| UCAM 무르시아       | 0      | 0      | 0      |  | 셀타 비고           | 4               | 2      | 6      |        |  |  |                     |       |       |       |  |  |                     |          |          |          |  |  |            |        |
| 셀타 비고           | 1      | 1      | 2      |  |                     |                 |        |        |        |  |  |                     |       |       |       |  |  | 셀타 비고           | 0        | 0        | 0        |  |  |            |        |
| 알코르콘 (승)       | 1      | 1      | 2      |  |                     |                 |        |        |        |  |  |                     |       |       |       |  |  | 알라베스            | 0        | 1        | 1        |  |  |            |        |
| 에스파뇰            | 1      | 1      | 2      |  |                     | 알코르콘        | 0      | 2      | 2      |  |  |                     |       |       |       |  |  |                     |          |          |          |  |  |            |        |
| 코르도바            | 2      | 4      | 6      |  | 코르도바            | 0               | 1      | 1      |        |  |  |                     |       |       |       |  |  |                     |          |          |          |  |  |            |        |
| 말라가              | 0      | 3      | 3      |  |                     |                 |        |        |        |  |  | 알코르콘            | 0     | 0     | 0     |  |  |                     |          |          |          |  |  |            |        |
| 베티스              | 1      | 1      | 2      |  |                     |                 |        |        |        |  |  | 알라베스            | 2     | 0     | 2     |  |  |                     |          |          |          |  |  |            |        |
| 데포르티보          | 0      | 3      | 3      |  |                     | 데포르티보      | 2      | 1      | 3      |  |  |                     |       |       |       |  |  |                     |          |          |          |  |  |            |        |
| 짐나스틱            | 0      | 0      | 0      |  | 알라베스 (원)       | 2               | 1      | 3      |        |  |  |                     |       |       |       |  |  |                     |          |          |          |  |  |            |        |
| 알라베스            | 3      | 3      | 6      |  |                     |                 |        |        |        |  |  |                     |       |       |       |  |  |                     |          |          |          |  |  |            |        |

## 32강전
| 팀 1                | 합계         | 팀 2                    | 1차전 | 2차전    |
| ------------------- | ------------ | ----------------------- | ----- | -------- |
| 톨레도 (3)          | 1–4          | 비야레알 (1)            | 0–3   | 1–1      |
| 포르멘테라 (4)      | 2–14         | 세비야 (1)              | 1–5   | 1–9      |
| 쿨투랄 레오네사 (3) | 2–13         | 레알 마드리드 (1)       | 1–7   | 1–6      |
| 에르쿨레스 (3)      | 1–8          | 바르셀로나 (1)          | 1–1   | 0–7      |
| 구이후엘로 (3)      | 1–10         | 아틀레티코 마드리드 (1) | 0–6   | 1–4      |
| 라싱 산탄데르 (3)   | 1–5          | 아틀레틱 빌바오 (1)     | 1–2   | 0–3      |
| UCAM 무르시아 (2)   | 0–2          | 셀타 비고 (1)           | 0–1   | 0–1      |
| 코르도바 (2)        | 6–3          | 말라가 (1)              | 2–0   | 4–3      |
| 바야돌리드 (2)      | 2–4          | 레알 소시에다드 (1)     | 1–3   | 1–1      |
| 우에스카 (2)        | 3–4          | 라스 팔마스 (1)         | 2–2   | 1–2      |
| 짐나스틱 (2)        | 0–6          | 알라베스 (1)            | 0–3   | 0–3      |
| 알코르콘 (2)        | 2–2 (4–3 승) | 에스파뇰 (1)            | 1–1   | 1–1 (연) |
| 스포르팅 히혼 (1)   | 2–5          | 에이바르 (1)            | 1–2   | 1–3      |
| 그라나다 (1)        | 1–2          | 오사수나 (1)            | 1–0   | 0–2      |
| 레가네스 (1)        | 2–5          | 발렌시아 (1)            | 1–3   | 1–2      |
| 베티스 (1)          | 2–3          | 데포르티보 (1)          | 1–0   | 1–3      |

### 1차전
| 2016년 10월 26일 | 쿨투랄 레오네사 | 1–7    | 레알 마드리드                                                                          | 레온                                                           |  |  |
| 21:00            | 벤하 84′        | 리포트 | 자위펄론 6′ (자책골) · 아센시오 32′, 53′ · 모라타 46′, 55′ · 나초 68′ · 마리아노 90+2′ | 경기장: 레이노 데 레온 관중 수: 11,516 심판: 트루히요 수아레스 |  |  |
|                  |                 |        |                                                                                        |                                                                |  |  |

| 2016년 11월 29일 | 레가네스   | 1–3    | 발렌시아                              | 레가네스                                                |  |  |
| 20:00            | 마치스 59′ | 리포트 | 무니르 3′ · 메드란 25′ · 바칼리 90+1′ | 경기장: 부타르케 관중 수: 6,781 심판: 곤살레스 곤살레스 |  |  |
|                  |            |        |                                       |                                                         |  |  |

| 2016년 11월 29일 | 알코르콘   | 1–1    | 에스파뇰   | 알코르콘                                           |  |  |
| 21:00            | 알바로 51′ | 리포트 | 레예스 84′ | 경기장: 산토 도밍고 관중 수: 1,687 심판: 힐 만사노 |  |  |
|                  |            |        |            |                                                    |  |  |

| 2016년 11월 29일 | 스포르팅 히혼 | 1–2    | 에이바르                | 히혼                                                                  |  |  |
| 21:00            | 비게라 62′    | 리포트 | 베베 2′ · 루벤 페냐 89′ | 경기장: 엘 몰리논 관중 수: 11,806 심판: 호세 마리아 산체스 마르티네스 |  |  |
|                  |               |        |                         |                                                                       |  |  |

| 2016년 11월 29일 | 베티스         | 1–0    | 데포르티보 | 세비야                                                                        |  |  |
| 22:00            | 사나브리아 19′ | 리포트 |            | 경기장: 베니토 비야마린 관중 수: 18,774 심판: 리카르도 데 부르고스 벵고에체아 |  |  |
|                  |                |        |            |                                                                               |  |  |

| 2016년 11월 30일 | 톨레도 | 0–3    | 비야레알                                            | 톨레도                                                            |  |  |
| 19:00            |        | 리포트 | 히메네스 15′ (자책골) · 바캄부 20′ · 카스티예호 81′ | 경기장: 살토 델 카바요 관중 수: 4,200 심판: 에스트라다 페르난데스 |  |  |
|                  |        |        |                                                     |                                                                   |  |  |

| 2016년 11월 30일 | 포르멘테라 | 1–5    | 세비야                                                     | 산트 프란세스크 차비에르                                          |  |  |
| 19:00            | 가브리 26′ | 리포트 | 벤 예데르 1′ (페널티), 74′ (페널티) · 코레아 15′, 29′, 43′ | 경기장: 시립 경기장 관중 수: 2,416 심판: 후안 마르티네스 무누에라 |  |  |
|                  |            |        |                                                            |                                                                   |  |  |

| 2016년 11월 30일 | 구이후엘로 | 0–6    | 아틀레티코 마드리드                                                              | 살라망카                                                  |  |  |
| 21:00            |            | 리포트 | 사울 29′ (페널티) · 브르살코 45′ · 카라스코 49′, 53′ · 코레아 57′ · 로베르토 85′ | 경기장: 엘 엘망티코 관중 수: 15,528 심판: 운디아노 마옝코 |  |  |
|                  |            |        |                                                                                  |                                                           |  |  |

| 2016년 11월 30일 | UCAM 무르시아 | 0–1    | 셀타 비고  | 무르시아                                                       |  |  |
| 21:00            |               | 리포트 | 고메스 42′ | 경기장: 라 콘도미나 관중 수: 5,103 심판: 알바레스 이스키에르도 |  |  |
|                  |               |        |            |                                                                |  |  |

| 2016년 11월 30일 | 코르도바                  | 2–0    | 말라가 | 코르도바                                               |  |  |
| 21:00            | 로드리 71′ · 도밍게스 83′ | 리포트 |        | 경기장: 엘 아르캉헬 관중 수: 6,217 심판: 마테우 라오스 |  |  |
|                  |                           |        |        |                                                        |  |  |

| 2016년 11월 30일 | 그라나다 | 1–0    | 오사수나 | 그라나다                                                   |  |  |
| 21:00            | 토랄 52′ | 리포트 |          | 경기장: 로스 카르메네스 관중 수: 8,872 심판: 비칸디 가리도 |  |  |
|                  |          |        |          |                                                            |  |  |

| 2016년 11월 30일 | 에르쿨레스 | 1–1    | 바르셀로나 | 알리칸테                                                     |  |  |
| 22:00            | 마인스 52′ | 리포트 | 알레냐 58′ | 경기장: 호세 리코 페레스 관중 수: 14,250 심판: 오콘 아라이스 |  |  |
|                  |            |        |            |                                                              |  |  |

| 2016년 12월 1일 | 바야돌리드        | 1–3    | 레알 소시에다드                    | 바야돌리드                                                     |  |  |
| 20:00           | 마타 14′ (페널티) | 리포트 | I. 마르티네스 7′ · 후안미 62′, 74′ | 경기장: 호세 소리야 관중 수: 7,280 심판: 에르난데스 에르난데스 |  |  |
|                 |                   |        |                                    |                                                                |  |  |

| 2016년 12월 1일 | 우에스카                  | 2–2    | 라스 팔마스                          | 우에스카                                                            |  |  |
| 21:00           | 카마초 65′ · 아길레라 71′ | 리포트 | 아스드루발 11′ (페널티) · 에르난 53′ | 경기장: 엘 알코라스 관중 수: 2,246 심판: I. 이글레시아스 비야누에바 |  |  |
|                 |                           |        |                                      |                                                                     |  |  |

| 2016년 12월 1일 | 짐나스틱 | 0–3    | 알라베스                     | 타라고나                                                 |  |  |
| 21:00           |          | 리포트 | 토케로 15′, 52′ · 산토스 63′ | 경기장: 노우 에스타디 관중 수: 3,032 심판: 하이메 라트레 |  |  |
|                 |          |        |                              |                                                          |  |  |

| 2016년 12월 1일 | 라싱 산탄데르 | 1–2    | 아틀레틱 빌바오   | 산탄데르                                                                |  |  |
| 22:00           | 코보 23′      | 리포트 | 가르시아 11′, 28′ | 경기장: 엘 사르디네로 관중 수: 10,661 심판: 호세 루이스 무누에라 몬테로 |  |  |
|                 |               |        |                   |                                                                         |  |  |

### 2차전
| 2016년 11월 30일 | 레알 마드리드                                                             | 6–1 (합계 13–2) | 쿨투랄 레오네사 | 마드리드                                                        |  |  |
| 19:00            | 마리아노 1′, 42′, 87′ · 로드리게스 23′ · 엔초 63′ · 모르가도 90′ (자책골) | 리포트          | 예라이 45′      | 경기장: 산티아고 베르나베우 관중 수: 47,656 심판: 멜레로 로페스 |  |  |
|                  |                                                                           |                 |                 |                                                                 |  |  |

| 2016년 12월 20일 | 비야레알 | 1–1 (합계 4–1) | 톨레도   | 비야레알                                                        |  |  |
| 19:00            | 파투 60′ | 리포트         | 비야 57′ | 경기장: 엘 마드리갈 관중 수: 12,157 심판: 알바레스 이스키에르도 |  |  |
|                  |          |                |          |                                                                 |  |  |

| 2016년 12월 20일 | 레알 소시에다드 | 1–1 (합계 4–2) | 바야돌리드            | 산 세바스티안                                          |  |  |
| 20:00            | 후안미 12′      | 리포트         | 곤살레스 44′ (자책골) | 경기장: 아노에타 관중 수: 13,161 심판: 운디아노 마옝코 |  |  |
|                  |                 |                |                       |                                                        |  |  |

| 2016년 12월 20일 | 아틀레티코 마드리드                                 | 4–1 (합계 10–1) | 구이후엘로 | 마드리드                                                          |  |  |
| 21:00            | 가이탄 17′ · 코레아 22′ · 후안프란 29′ · 토레스 45′ | 리포트          | 피노 80′   | 경기장: 비센테 칼데론 관중 수: 23,478 심판: 에스트라다 페르난데스 |  |  |
|                  |                                                     |                 |            |                                                                   |  |  |

| 2016년 12월 20일 | 말라가                       | 3–4 (합계 3–6) | 코르도바                                       | 말라가                                                  |  |  |
| 21:00            | 산드로 18′, 39′ · 산토스 88′ | 리포트         | 피오바카리 28′, 41′ · 리오스 68′ (페널티), 89′ | 경기장: 라 로살레다 관중 수: 15,351 심판: 오콘 아라이스 |  |  |
|                  |                              |                |                                                |                                                         |  |  |

| 2016년 12월 20일    | 라스 팔마스                      | 2–1 (합계 4–3) | 우에스카   | 라스 팔마스 데 그란 카나리아                              |  |  |
| 22:00 (21:00 UTC±0) | M. 가르시아 14′ · 아스드루발 60′ | 리포트         | 킬리안 90′ | 경기장: 그란 카나리아 관중 수: 10,195 심판: 마테우 라오스 |  |  |
|                     |                                  |                |            |                                                           |  |  |

| 2016년 12월 21일 | 세비야                                                                        | 9–1 (합계 14–2) | 포르멘테라 | 세비야                                                                |  |  |
| 19:00            | 간수 14′ · 비에토 22′, 43′, 45′ · 벤 예데르 24′, 55′, 88′ · 사라비아 27′, 77′ | 리포트          | 가브리 61′ | 경기장: 산체스 피스후안 관중 수: 10,930 심판: 이글레시아스 비야누에바 |  |  |
|                  |                                                                               |                 |            |                                                                       |  |  |

| 2016년 12월 21일 | 에이바르                    | 3–1 (합계 5–2) | 스포르팅 히혼 | 에이바르                                        |  |  |
| 19:00            | 키케 1′, 46′ · 아드리안 44′ | 리포트         | 루벤 89′      | 경기장: 이푸루아 관중 수: 4,085 심판: 힐 만사노 |  |  |
|                  |                             |                |               |                                                 |  |  |

| 2016년 12월 21일 | 오사수나                  | 2–0 (합계 2–1) | 그라나다 | 팜플로나                                              |  |  |
| 21:00            | 베렝게르 45′ · 로메로 59′ | 리포트         |          | 경기장: 엘 사다르 관중 수: 9,464 심판: 델 세로 그란데 |  |  |
|                  |                           |                |          |                                                       |  |  |

| 2016년 12월 21일 | 발렌시아          | 2–1 (합계 5–2) | 레가네스   | 발렌시아                                             |  |  |
| 21:00            | 로드리고 36′, 89′ | 리포트         | 마치스 49′ | 경기장: 메스타야 관중 수: 22,041 심판: 멜레로 로페스 |  |  |
|                  |                   |                |            |                                                      |  |  |

| 2016년 12월 21일 | 데포르티보                             | 3–1 (합계 3–2) | 베티스     | 라 코루냐                                                |  |  |
| 21:00            | 아리바스 11′ · 루이시뉴 54′ · 바벌 59′ | 리포트         | 피치니 66′ | 경기장: 리아소르 관중 수: 17,145 심판: 곤살레스 곤살레스 |  |  |
|                  |                                        |                |            |                                                          |  |  |

| 2016년 12월 21일 | 바르셀로나                                                                        | 7–0 (합계 8–1) | 에르쿨레스 | 바르셀로나                                                        |  |  |
| 22:00            | 디뉴 37′ · 라키티치 45′ (페널티) · 하피냐 50′ · 투란 55′, 86′, 89′ · 알카세르 73′ | 리포트         |            | 경기장: 캄 노우 관중 수: 64,025 심판: 호세 루이스 무누에라 몬테로 |  |  |
|                  |                                                                                   |                |            |                                                                   |  |  |

| 2016년 12월 22일 | 셀타 비고  | 1–0 (합계 2–0) | UCAM 무르시아 | 비고                                                  |  |  |
| 20:00            | 디아스 30′ | 리포트         |               | 경기장: 발라이도스 관중 수: 9,161 심판: 비칸디 가리도 |  |  |
|                  |            |                |               |                                                       |  |  |

| 2016년 12월 22일 | 알라베스                                                | 3–0 (합계 6–0) | 짐나스틱 | 비토리아-가스테이스                                    |  |  |
| 20:00            | 에드가르 12′ · 소브리노 31′ (페널티) · 크르스티치치 40′ | 리포트         |          | 경기장: 멘디소로차 관중 수: 11,043 심판: 클로스 고메스 |  |  |
|                  |                                                         |                |          |                                                        |  |  |

| 2016년 12월 22일 | 아틀레틱 빌바오                            | 3–0 (합계 5–1) | 라싱 산탄데르 | 빌바오                                                    |  |  |
| 21:00            | 에체이타 17′ · 가르시아 47′ · 윌리암스 72′ | 리포트         |               | 경기장: 산 마메스 관중 수: 29,633 심판: 트루히요 수아레스 |  |  |
|                  |                                            |                |               |                                                           |  |  |

| 2016년 12월 22일                            | 에스파뇰      | 1–1 (연장전) (합계 2–2) (3–4 승부차기)          | 알코르콘   | 코르네야 데 료브레가트                                                     |  |  |
| 21:00                                       | H. 페레스 83′ | 리포트                                          | 알바로 20′ | 경기장: RCDE 스타디움 관중 수: 9,143 심판: 리카르도 데 부르고스 벵고에체아 |  |  |
|                                             |               | 승부차기                                        |            |                                                                            |  |  |
| 피아티 · 아론 · 제라르 · H. 페레스 · 후라도 |               | 로드리게스 · V. 페레스 · 플라노 · 사무 · 알바로 |            |                                                                            |  |  |
|                                             |               |                                                 |            |                                                                            |  |  |

## 16강전
| 팀 1                | 합계     | 팀 2                    | 1차전 | 2차전 |
| ------------------- | -------- | ----------------------- | ----- | ----- |
| 라스 팔마스 (1)     | 3–4      | 아틀레티코 마드리드 (1) | 0–2   | 3–2   |
| 알코르콘 (2)        | 2–1      | 코르도바 (2)            | 0–0   | 2–1   |
| 아틀레틱 빌바오 (1) | 3–4      | 바르셀로나 (1)          | 2–1   | 1–3   |
| 레알 마드리드 (1)   | 6–3      | 세비야 (1)              | 3–0   | 3–3   |
| 레알 소시에다드 (1) | 4–2      | 비야레알 (1)            | 3–1   | 1–1   |
| 데포르티보 (1)      | 3–3 (원) | 알라베스 (1)            | 2–2   | 1–1   |
| 발렌시아 (1)        | 2–6      | 셀타 비고 (1)           | 1–4   | 1–2   |
| 오사수나 (1)        | 0–3      | 에이바르 (1)            | 0–3   | 0–0   |

### 1차전
| 2017년 1월 3일 | 발렌시아            | 1–4    | 셀타 비고                                                   | 발렌시아                                                     |  |  |
| 19:00          | 파레호 58′ (페널티) | 리포트 | 아스파스 3′ (페널티) · 봉공다 14′ · 바스 19′ · 구이데티 75′ | 경기장: 메스타야 관중 수: 33,958 심판: 에스트라다 페르난데스 |  |  |
|                |                     |        |                                                             |                                                              |  |  |

| 2017년 1월 3일 | 오사수나 | 0–3    | 에이바르                           | 팜플로나                                                  |  |  |
| 19:00          |          | 리포트 | 나노 28′ · 베베 75′ · 아드리안 90′ | 경기장: 엘 사다르 관중 수: 12,651 심판: 곤살레스 곤살레스 |  |  |
|                |          |        |                                    |                                                           |  |  |

| 2017년 1월 3일      | 라스 팔마스 | 0–2    | 아틀레티코 마드리드     | 라스 팔마스 데 그란 카나리아                                         |  |  |
| 21:15 (20:15 UTC±0) |             | 리포트 | 코케 23′ · 그리즈만 51′ | 경기장: 그란 카나리아 관중 수: 26,032 심판: 후안 마르티네스 무누에라 |  |  |
|                     |             |        |                         |                                                                      |  |  |

| 2017년 1월 3일 | 데포르티보              | 2–2    | 알라베스                          | 라 코루냐                                                    |  |  |
| 21:15          | 가마 73′ · 호셀루 90+3′ | 리포트 | 산토스 3′ · 에드가르 45′ (페널티) | 경기장: 리아소르 관중 수: 17,887 심판: 에르난데스 에르난데스 |  |  |
|                |                         |        |                                   |                                                              |  |  |

| 2017년 1월 4일 | 알코르콘 | 0–0    | 코르도바 | 알코르콘                                                       |  |  |
| 19:00          |          | 리포트 |          | 경기장: 산토 도밍고 관중 수: 1,527 심판: 프리에토 이글레시아스 |  |  |
|                |          |        |          |                                                                |  |  |

| 2017년 1월 4일 | 레알 소시에다드                             | 3–1    | 비야레알       | 산 세바스티안                                        |  |  |
| 19:00          | 윌리앙 주제 17′ · 벨라 33′ · 오야르사발 72′ | 리포트 | 트리게로스 77′ | 경기장: 아노에타 관중 수: 16,414 심판: 클로스 고메스 |  |  |
|                |                                             |        |                |                                                      |  |  |

| 2017년 1월 4일 | 레알 마드리드                           | 3–0    | 세비야 | 마드리드                                                        |  |  |
| 21:15          | 로드리게스 11′, 44′ (페널티) · 바란 29′ | 리포트 |        | 경기장: 산티아고 베르나베우 관중 수: 78,969 심판: 마테우 라오스 |  |  |
|                |                                         |        |        |                                                                 |  |  |

| 2017년 1월 5일 | 아틀레틱 빌바오             | 2–1    | 바르셀로나 | 빌바오                                                      |  |  |
| 21:15          | 아두리스 25′ · 윌리암스 28′ | 리포트 | 메시 52′   | 경기장: 산 마메스 관중 수: 45,772 심판: 페르난데스 보르발란 |  |  |
|                |                             |        |            |                                                             |  |  |

### 2차전
| 2017년 1월 10일 | 아틀레티코 마드리드       | 2–3 (합계 4–3) | 라스 팔마스                         | 마드리드                                                                  |  |  |
| 21:15           | 그리즈만 49′ · 코레아 61′ | 리포트         | 리바야 57′, 89′ · M. 가르시아 90+3′ | 경기장: 비센테 칼데론 관중 수: 21,357 심판: 호세 마리아 산체스 마르티네스 |  |  |
|                 |                           |                |                                     |                                                                           |  |  |

| 2017년 1월 11일 | 코르도바      | 1–2 (합계 1–2) | 알코르콘                    | 코르도바                                                      |  |  |
| 19:00           | 피오바카리 9′ | 리포트         | 로드리게스 51′ · 알레호 68′ | 경기장: 누에보 아르캉헬 관중 수: 10,110 심판: 알베롤라 로하스 |  |  |
|                 |               |                |                             |                                                               |  |  |

| 2017년 1월 11일 | 비야레알     | 1–1 (합계 2–4) | 레알 소시에다드 | 비야레알                                                      |  |  |
| 19:00           | 소리아노 45′ | 리포트         | 오야르사발 15′  | 경기장: 라 세라미카 관중 수: 14,298 심판: 페르난데스 보르발란 |  |  |
|                 |              |                |                 |                                                               |  |  |

| 2017년 1월 11일 | 알라베스     | 1–1 (합계 3(원)–3) | 데포르티보   | 비토리아-가스테이스                                            |  |  |
| 19:00           | 에드가르 45′ | 리포트             | 아리바스 62′ | 경기장: 멘디소로차 관중 수: 16,765 심판: 에스트라다 페르난데스 |  |  |
|                 |              |                    |              |                                                                |  |  |

| 2017년 1월 11일 | 바르셀로나                                         | 3–1 (합계 4–3) | 아틀레틱 빌바오 | 바르셀로나                                      |  |  |
| 21:15           | L. 수아레스 35′ · 네이마르 48′ (페널티) · 메시 78′ | 리포트         | 사보리트 51′    | 경기장: 캄 노우 관중 수: 71,455 심판: 힐 만사노 |  |  |
|                 |                                                    |                |                 |                                                 |  |  |

| 2017년 1월 12일 | 셀타 비고               | 2–1 (합계 6–2) | 발렌시아       | Vigo                                                          |  |  |
| 19:00           | 로시 61′ · 시스토 90+3′ | 리포트         | 비니시우스 63′ | 경기장: 발라이도스 관중 수: 9,970 심판: 에르난데스 에르난데스 |  |  |
|                 |                         |                |                |                                                               |  |  |

| 2017년 1월 12일 | 에이바르 | 0–0 (합계 3–0) | 오사수나 | 에이바르                                            |  |  |
| 19:00           |          | 리포트         |          | 경기장: 이푸루아 관중 수: 3,627 심판: 하이메 라트레 |  |  |
|                 |          |                |          |                                                     |  |  |

| 2017년 1월 12일 | 세비야                                          | 3–3 (합계 3–6) | 레알 마드리드                                     | 세비야                                                        |  |  |
| 21:15           | 다닐루 10′ (자책골) · 요베티치 53′ · 이보라 77′ | 리포트         | 아센시오 48′ · 라모스 83′ (페널티) · 벤제마 90+3′ | 경기장: 산체스 피스후안 관중 수: 36,943 심판: 운디아노 마옝코 |  |  |
|                 |                                                 |                |                                                   |                                                               |  |  |

## 8강전
| 팀 1                    | 합계 | 팀 2           | 1차전 | 2차전 |
| ----------------------- | ---- | -------------- | ----- | ----- |
| 레알 소시에다드 (1)     | 2–6  | 바르셀로나 (1) | 0–1   | 2–5   |
| 알코르콘 (2)            | 0–2  | 알라베스 (1)   | 0–2   | 0–0   |
| 아틀레티코 마드리드 (1) | 5–2  | 에이바르 (1)   | 3–0   | 2–2   |
| 레알 마드리드 (1)       | 3–4  | 셀타 비고 (1)  | 1–2   | 2–2   |

### 1차전
| 2017년 1월 18일 | 알코르콘 | 0–2    | 알라베스          | 알코르콘                                                       |  |  |
| 19:15           |          | 리포트 | 이바이 90′, 90+4′ | 경기장: 산토 도밍고 관중 수: 3,398 심판: 알바레스 이스키에르도 |  |  |
|                 |          |        |                   |                                                                |  |  |

| 2017년 1월 18일 | 레알 마드리드 | 1–2    | 셀타 비고               | 마드리드                                                              |  |  |
| 21:15           | 마르셀루 69′  | 리포트 | 아스파스 64′ · 호니 70′ | 경기장: 산티아고 베르나베우 관중 수: 58,196 심판: 페르난데스 보르발란 |  |  |
|                 |               |        |                         |                                                                       |  |  |

| 2017년 1월 19일 | 아틀레티코 마드리드                      | 3–0    | 에이바르 | 마드리드                                                  |  |  |
| 19:15           | 그리즈만 28′ · 코레아 60′ · 가메이로 68′ | 리포트 |          | 경기장: 비센테 칼데론 관중 수: 24,826 심판: 마테우 라오스 |  |  |
|                 |                                          |        |          |                                                           |  |  |

| 2017년 1월 19일 | 레알 소시에다드 | 0–1    | 바르셀로나            | 산 세바스티안                                            |  |  |
| 21:15           |                 | 리포트 | 네이마르 21′ (페널티) | 경기장: 아노에타 관중 수: 28,461 심판: 곤살레스 곤살레스 |  |  |
|                 |                 |        |                       |                                                          |  |  |

### 2차전
| 2017년 1월 24일 | 알라베스 | 0–0 (합계 2–0) | 알코르콘 | 비토리아-가스테이스                                              |  |  |
| 21:15           |          | 리포트         |          | 경기장: 멘디소로차 관중 수: 11,287 심판: 이글레시아스 비야누에바 |  |  |
|                 |          |                |          |                                                                  |  |  |

| 2017년 1월 25일 | 에이바르              | 2–2 (합계 2–5) | 아틀레티코 마드리드         | 에이바르                                            |  |  |
| 19:15           | 엔리크 73′ · 레온 80′ | 리포트         | 히메네스 49′ · 후안프란 85′ | 경기장: 이푸루아 관중 수: 4,000 심판: 하이메 라트레 |  |  |
|                 |                       |                |                             |                                                     |  |  |

| 2017년 1월 25일 | 셀타 비고                      | 2–2 (합계 4–3) | 레알 마드리드             | 비고                                                                   |  |  |
| 21:15           | 다닐루 44′ (자책골) · 바스 85′ | 리포트         | 호날두 62′ · 바스케스 90′ | 경기장: 발라이도스 관중 수: 23,491 심판: 호세 마리아 산체스 마르티네스 |  |  |
|                 |                                |                |                           |                                                                        |  |  |

| 2017년 1월 26일 | 바르셀로나                                                            | 5–2 (합계 6–2) | 레알 소시에다드              | 바르셀로나                                                     |  |  |
| 21:15           | D. 수아레스 17′, 82′ · 메시 55′ (페널티) · L. 수아레스 63′ · 투란 80′ | 리포트         | 후안미 62′ · 윌리앙 주제 73′ | 경기장: 캄 노우 관중 수: 58,560 심판: 후안 마르티네스 무누에라 |  |  |
|                 |                                                                       |                |                              |                                                                |  |  |

## 준결승전
준결승전 및 결승전 추첨은 2017년 1월 27일에 진행되었다.
| 팀 1                | 합계 | 팀 2       | 1차전 | 2차전 |
| ------------------- | ---- | ---------- | ----- | ----- |
| 셀타 비고           | 0–1  | 알라베스   | 0–0   | 0–1   |
| 아틀레티코 마드리드 | 2–3  | 바르셀로나 | 1–2   | 1–1   |

### 1차전
| 2017년 2월 1일 | 아틀레티코 마드리드 | 1–2    | 바르셀로나                | 마드리드                                                                    |  |  |
| 21:00          | 그리즈만 59′        | 리포트 | L. 수아레스 7′ · 메시 33′ | 경기장: 비센테 칼데론 관중 수: 48,214 심판: 리카르도 데 부르고스 벵고에체아 |  |  |
|                |                     |        |                           |                                                                             |  |  |

| 2017년 2월 2일 | 셀타 비고 | 0–0    | 알라베스 | 비고                                                       |  |  |
| 21:00          |           | 리포트 |          | 경기장: 발라이도스 관중 수: 18,989 심판: 곤살레스 곤살레스 |  |  |
|                |           |        |          |                                                            |  |  |

### 2차전
| 2017년 2월 7일 | 바르셀로나      | 1–1 (합계 3–2) | 아틀레티코 마드리드 | 바르셀로나                                      |  |  |
| 21:00          | L. 수아레스 43′ | 리포트         | 가메이로 83′        | 경기장: 캄 노우 관중 수: 67,734 심판: 힐 만사노 |  |  |
|                |                 |                |                     |                                                 |  |  |

| 2017년 2월 8일 | 알라베스     | 1–0 (합계 1–0) | 셀타 비고 | 비토리아-가스테이스                                    |  |  |
| 21:00          | 에드가르 82′ | 리포트         |           | 경기장: 멘디소로차 관중 수: 19,307 심판: 마테우 라오스 |  |  |
|                |              |                |           |                                                        |  |  |

## 결승전
결승전 추첨은 준결승전 추첨과 함께 2017년 1월 27일에 진행되었다.
| 바르셀로나                               | 3–1    | 알라베스       |
| ---------------------------------------- | ------ | -------------- |
| 메시 30′ · 네이마르 45′ · 알카세르 45+3′ | 리포트 | 에르난데스 33′ |

## 우승
| 코파 델 레이 2016–17 우승 |
| ------------------------- |
| 바르셀로나 29번째 우승    |

## 득점 집계
| 순위 | 선수                | 득점 | 구단                |
| ---- | ------------------- | ---- | ------------------- |
| 1    | 위삼 벤 예데르      | 5    | 세비야              |
| 1    | 리오넬 메시         | 5    | 바르셀로나          |
| 3    | 앙헬 코레아         | 4    | 아틀레티코 마드리드 |
| 3    | 에드가르            | 4    | 알라베스            |
| 3    | 앙투안 그리즈만     | 4    | 아틀레티코 마드리드 |
| 3    | 후안미              | 4    | 레알 소시에다드     |
| 3    | 마리아노            | 4    | 레알 마드리드       |
| 3    | 페데리코 피오바카리 | 4    | 코르도바            |
| 3    | 루이스 수아레스     | 4    | 바르셀로나          |
| 3    | 아르다 투란         | 4    | 바르셀로나          |
| 3    | 안데르 비토리아     | 4    | 바라칼도            |

## 참고
1. ↑  례이다 에스포르티우는 1라운드 경기를 안방인 례이다의 캄 데스포르츠가 아닌 몰례루사의 시립 경기장에서 치렀다.
2. ↑  비야레알은 시즌 초에 챔피언스리그에 참가했지 때문에 챔피언스리그 참가 구단으로 분류되었다.
3. ↑  구이후엘로는 32강전 경기를 안방인 구이후엘로의 시립 경기장이 아닌 살라망카의 엘 엘망티코에서 치렀다.